# Manuel Martins Cardoso
Manuel Martins Cardoso (Sertã, 1 de junho de 1862 - Lisboa em 16 de janeiro de 1954) foi um comerciante e político deputado à Assembleia Constituinte em 1911, pelo círculo eleitoral de Castelo Branco. Foi membro da Comissão Revolucionária do 5 de Outubro de 1910.

## Biografia
Manuel Martins Cardoso era filho de Sebastião Martins Cardoso e de Maria Luiza Cardoso.
Foi um antigo republicano histórico, tendo cooperado com a maior actividade nos trabalhos politicos desde o ano de 1879, sacrificando o seu cómodo pessoal, e por muitas vezes os seus interesses particulares pelo bem do partido republicano. 
Foi fundador dos Centro Eleitoral
29 de julho de 1884; União republicana; Centro Eleitoral Democrático de Lisboa; e do Centro Latino Coelho; fundador e membro da direcção do Vintém Preventivo; membro da Junta administrativa do partido republicano; membro, em diversos períodos, da Comissão Municipal Republicana de Lisboa, e da comissão paroquial de S. Sebastião da Pedreira. 
O seu nome numa artéria de Fânzeres, no concelho de Gondomar e a uma praceta da vila de Belas, no concelho de Sintra.